# Façon de combattre en sport de combat
Façon de combattre désigne la manière de faire propre à chaque individu et que l’on peut rapporter pour certaines à des classes de « comportement-type », plus exactement on dit à certains « styles » (à ne pas confondre avec les caractères esthétiques que peut exprimer un combattant dans l’action). Elle est propre à l’athlète, à son tempérament, à son potentiel physique ou à ce qui lui a été enseigné par son école de sport de combat. 

## En sports d’opposition notamment ensports de combat
On distingue : l’attentiste du fonceur et le technicien du frappeur, mais ce classement ne s’arrête pas là. On recense différents caractères variables pour chaque « typologie ». Par exemple, chez les styles « techniques » : boxer en coups longs, en coups d’arrêt, en coups de contre. Chez les styles  physiques: faire le forcing, boxer en crochets puissants « à la godille », chercher le  corps à corps, chercher le  coup dur. Lorsqu’un combattant utilise sa façon habituelle de boxer (son style habituel), on dit qu’il est sur son « registre » ; cela à la manière d’un musicien qui répète ses gammes préférées. D’autre part, ce qui est appréciable dans un combat c’est l’opposition de styles. On a pour exemple le combat des années 1980, Sugar Ray Leonard contre Marvin Hagler. Le premier, utilise une boxe à reculons, faite de larges pas de côté, d’esquives de buste et de contre-attaque précises. Alors que le second use d’une boxe en progression avant, d’une attitude compacte -le buste en avant- et de coups très puissants. Quant au « styliste » en boxe, il désigne l’athlète privilégiant un travail technico tactique au détriment d’autres manières de conduire et construire l’opposition.
En manière d’enseignement, il est important pour l’entraîneur de privilégier la manière « naturelle » de faire de son poulain, de l’améliorer, mais également de faire pratiquer d’autres façons de se comporter, afin de pallier notamment en combat une défaillance de son « style » personnel.

## Illustration enboxe

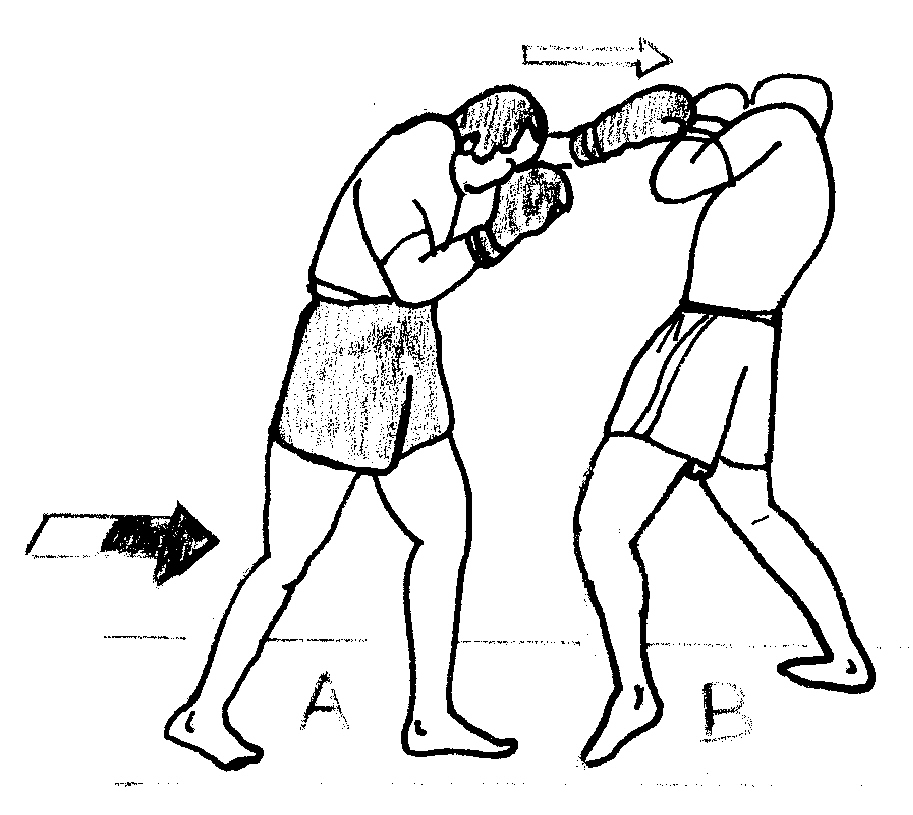
Boxe dos enroulée et en forcing (crouch)
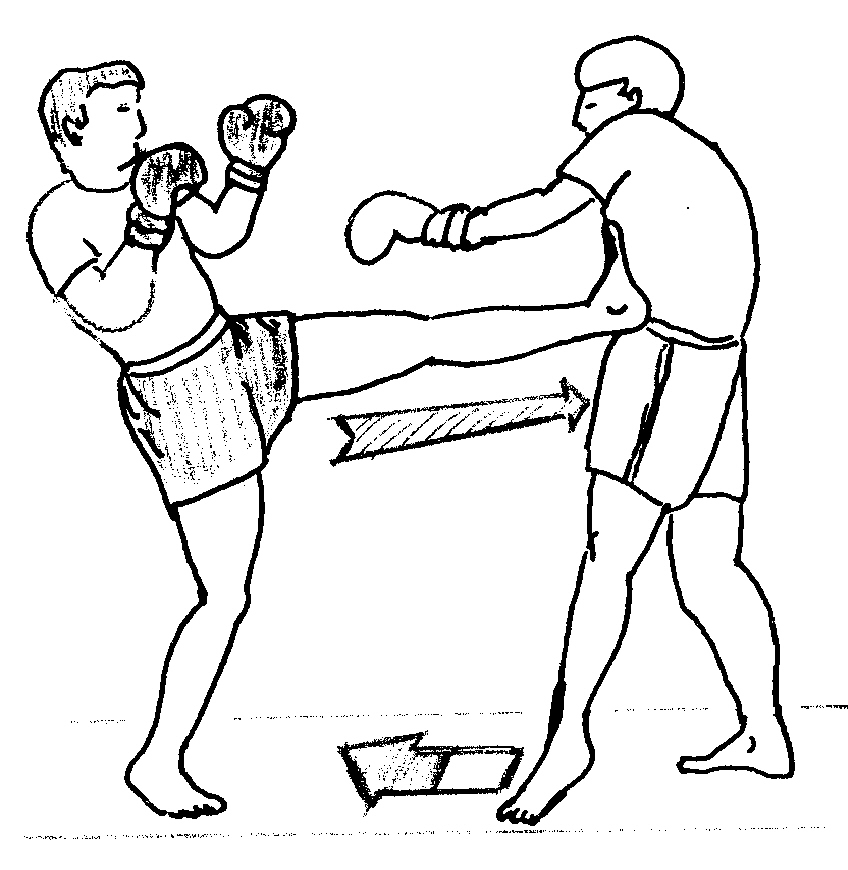
Boxe en coups d’arrêt
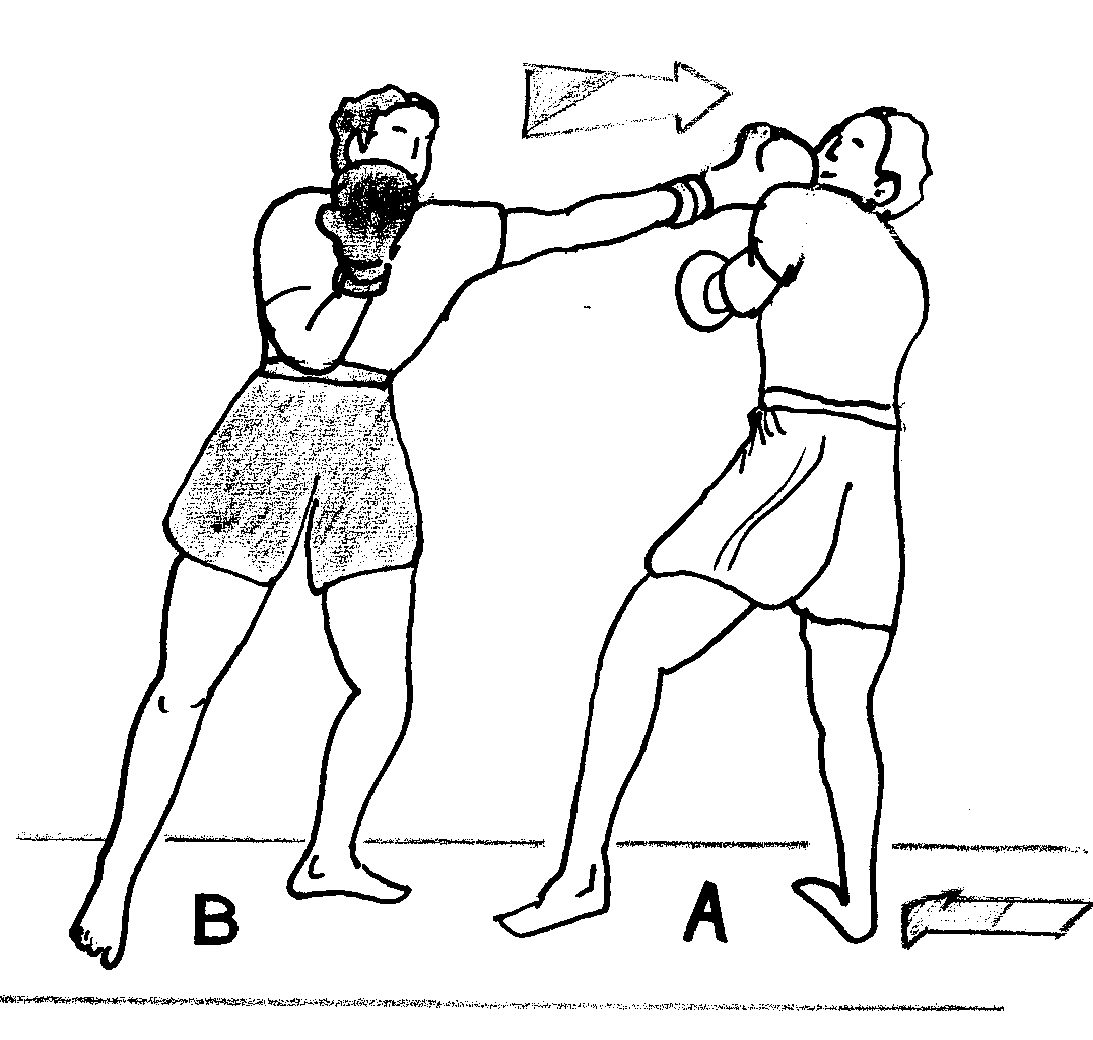
Boxe en bras avant qui gêne l’adversaire
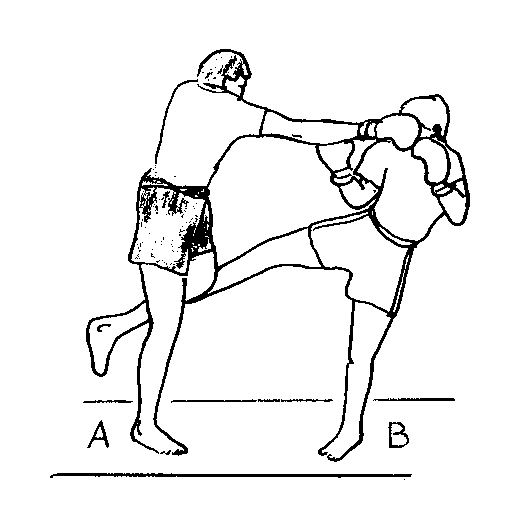
Boxe en contre